# Papežské schizma
Papežské schizma je situace, kdy v katolické církvi zastávají úřad dva nebo dokonce i tři různí papežové současně. Jako vzdoropapež je označován ten z papežů, který není uznáván za právoplatného. Většina schizmat měla jen omezenou dobu trvání. Nejdelší papežské schizma nastalo po avignonském zajetí mezi léty 1378–1417, kdy od koncilu v Pise roku 1409 stáli v čele západní církve tři papežové.
Další významné schizma, které vedlo k rozdělení církve na římskokatolickou a pravoslavnou větev, vyvrcholilo v letech 1054 až 1061 a je popsáno v článku velké schizma.

## Vzdoropapež
Vzdoropapežem (latinsky pseudopapa, antipapa) je papež, který podle názoru části katolické církve
- vykonává úřad římského biskupa nelegálně, neboť jeho volba buď neodpovídá řádným kanonickým pravidlům, nebo
- byla dodatečně prohlášena za nelegální.[zdroj⁠?!]

Vzdoropapež tedy vykonává úřad buď v době, kdy tento úřad vykonává jiný papež, nebo v době považované římskokatolickou církví za sedisvakanci.
Legalita papežského úřadu může být zpochybněna z různých důvodů. V průběhu středověku do papežské volby zasahoval císař nebo vlivná šlechta, a některé[kdo?] takto ustanovené papeže římskokatolická církev neuznala.[zdroj⁠?!] Jindy naopak papež zvolený zpochybnitelnou procedurou dosáhl dodatečně uznání církve a jeho rival se stal vzdoropapežem.[zdroj⁠?!] Neexistuje přesný soupis vzdoropapežů, neboť velmi záleží na úhlu pohledu či na skupině, která tohoto papeže podporovala, celkem jich bylo mezi 25 až 40. Za prvního vzdoropapeže je považován svatý Hippolyt (217–235), za posledního Felix V. (1439–1449).
Autoritu současných papežů (od Pavla VI.) neuznávají příslušníci sedisvakantistických skupin, které si v některých případech sami nárokují právoplatnost svého papeže. Od historických vzdoropapežů se však tito sedisvakantističtí papežové liší tím, že nemají podporu v řadách církevní hierarchie a uznávají je řádově pouze tisícovky příznivců. Sami sedisvakantisté se často považují za jediné katolíky věrné tradici, skutečnému papežství i římskokatolické církvi. Římskokatolická církev je považuje za schizmatiky.

## Velké papežské schizma

### Avignonské zajetí přerůstá vpapežské schizma

Mapa znázorňující podporu papežům v Římě (modrá) a v Avignonu (červená) do koncilu v Pise a vzniku trojpapežství

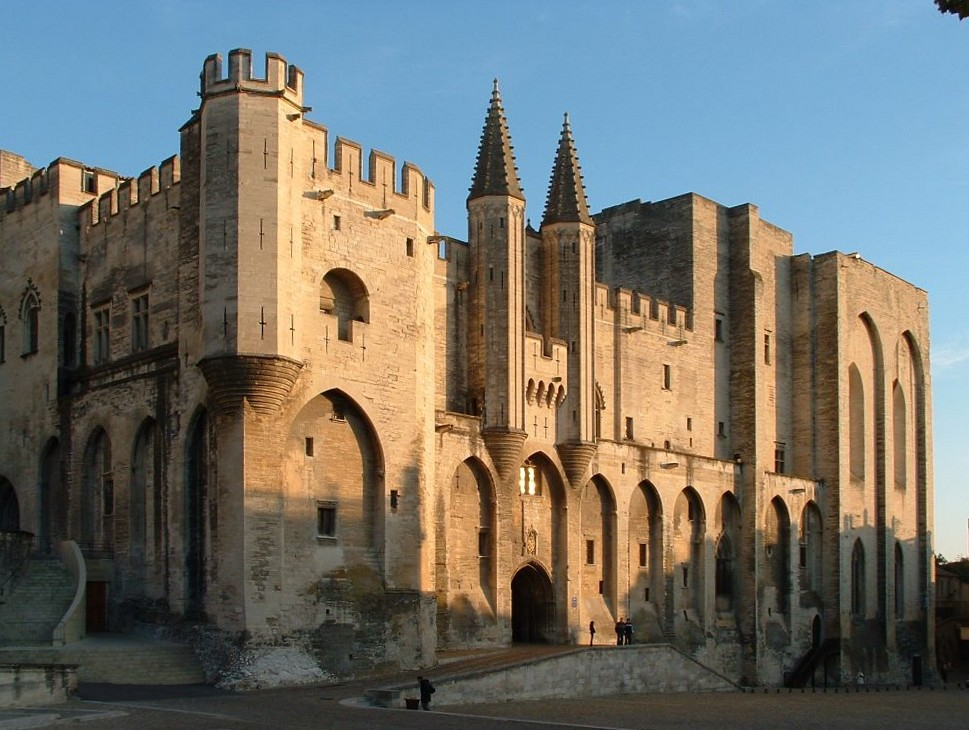
Průčelí Papežského paláce v Avignonu

Na přelomu 14. a 15. století došlo v Evropě ke krizi středověké společnosti. Tato krize byla vyvolána nejen stále se zvyšujícím počtem morových ran, ale zejména stoletou válkou v Evropě. Krize se tak dotkla téměř všech sfér života. Již tak napjatá situace v Evropě přispěla k rozhodnutí papeže Bonifáce VIII. odmítnout korunovat francouzského krále Filipa Sličného císařem, což bylo považováno za nepřátelský akt církve proti světské moci. Po smrti papeže Bonifáce VIII. tak roku 1309 násilně přesídlil Filip úřad papeže z Říma do Avignonu, aby měl stálý dohled nad jednáním papeže. Tento akt je často nazýván avignonským zajetím (1309–1378). Římští církevní hodnostáři však nemohli unést ztrátu papežského stolce v Římě, a proto roku 1377 donutili papeže Řehoře XI. k návratu do Říma. Papež však záhy roku 1378 zemřel, a tak vyvstává nová příležitost pro volbu papeže na obou místech. Po smrti avignonského papeže Řehoře XI. se Římané obávali, že bude zvolen opět francouzský papež, protože ze 16 kardinálů bylo 11 Francouzů. Aby tomu zabránili, vyvinuli na kardinály ozbrojený nátlak a žádali, aby byl papežem zvolen Říman. Pod silnými pohrůžkami byl opravdu zvolen Ital, arcibiskup z Bari, který přijal jméno Urban VI. a zůstal v Římě.
O tři měsíce později, oněch 11 francouzských a 1 španělský kardinál, prohlásili volbu papeže za vynucenou, a tedy neplatnou a zvolili nového papeže, Francouze, který přijal jméno Klement VII., ten se usídlil v Avignonu. Urbana VI. se poté zřekli také tři italští kardinálové (čtvrtý mezitím zemřel) a přidali se ke Klementovi VII. Tak měla Římská církev dva papeže.
Otázka jejich legitimity je dodnes nejasná, u Urbana VI. se navíc po jeho zvolení projevila pravděpodobně duševní porucha; a nátlak na kardinály je těžko prokazatelný. Obě strany měly mezi svými stoupenci dnes uctívané světce – sv. Kateřina Sienská se rozhodně stavěla za Urbana VI., kdežto za Klementa VII. bojoval sv. Vincenc Ferrerský. Oba papežové byli bezvýhradně přesvědčeni o vlastní legitimitě.
Z tohoto důvodu se papežské schizma udrželo až do roku 1415. Oba papežové zřídili své kurie, jmenovali své kardinály a po smrti měli své nástupce. Každý papež dával protivníkovy stoupence do klatby – tedy bylo v klatbě celé katolické křesťanstvo. Všechny katolické církevní úřady byly obsazovány dvojmo, a tím schizma podněcovalo sváry a boje. Rozdělení se projevilo i v rovině politiky států – různé evropské státy se podle svých zájmů přiklonily k jednomu či druhému papeži, což řešení situace ještě víc ztěžovalo. Pro katolickou církev toto byla největší krize v jejích  dějinách.

### Poměry vtehdejší církvi
V téže době postupně posilovala světská moc církve a její úloha se postupně vzdalovala od tradičního pojetí církve jako prostředníka mezi člověkem a Bohem. Tyto trendy měly za následek rozvoj kritiky církve, například od Jana Viklefa. Dvojpapežství bylo vnímáno jako symbol zkaženosti tehdejší církve, tím spíše, že oba papežové se vzájemně exkomunikovali a používali mocenských i vojenských prostředků pro získání vlivu nad křesťanskou Evropou. Kritika poměrů v církvi a neschopnost církve jí čelit postupně vyústila v několik významných nápravných hnutí, například husitství a vznik protestantských církví.[zdroj⁠?!]

### Snaha ořešení papežského schizmatu, koncil vPise a vznik trojpapežství
Pařížská univerzita navrhla tři cesty k překonání rozkolu: via cessionis (dobrovolné odstoupení), via compromissi (podrobení se rozhodčímu výroku) a via concilii (rozhodnutí koncilu). Nakonec rozhodnutí sporu proběhlo díky svolání církevního koncilu. Myslitelé 14. století snesli množství důvodů, proč instituce koncilu reprezentující všechny věřící (congregatio fidelium) může vydat rozhodnutí, jimž je povinen podrobit se i papež.
Kardinálové na 25. březen 1409 svolali do Pisy ekumenický koncil, jehož se mimo jiné zúčastnilo 14 římských a 10 avignonských kardinálů, 4 patriarchové a 80 biskupů, 90 opatů a dále zástupci 13 universit. Účastníci koncilu se prohlásili za ekumenické shromáždění reprezentující celou církev a za soudní instanci nad oběma současnými papeži – avignonským Benediktem XIII. a římským Řehořem XII. Kvůli pravidlu, že nikdo na zemi nemá pravomoc soudit papeže (prima Sedes a nemine iudicetur) s výjimkou případu, kdy se papež stane heretikem, bylo schizmatické jednání obou papežů prohlášeno za heretické a byl zvolen nový papež Alexandr V. To ale vzhledem k tomu, že stávající dva papežové Benedikt XIII. a Řehoř XII. odmítli závěry koncilu uznat a vzdát se svých funkcí, vedl koncil fakticky k trojpapežství. Papež zvolený v Pise sice záhy roku 1410 umírá, ale jeho úřad ihned přebírá nový papež Jan XXIII.

### Koncil v Kostnici
Situaci tak vyřešil až Kostnický koncil zahájený 16. listopadu roku 1414. Svolal jej Římský král Zikmund Lucemburský. Papež Jan XXIII. sice slíbil, že abdikuje, pokud abdikují i zbylí papežové, ale posléze raději uprchl. A tak byl koncil nucen řešení ožehavého problému odložit a snažil se radikálně vypořádat s kritikou církve, např. upálením Jana Husa nebo Jeronýma Pražského. Nakonec koncil po vleklých jednáních i vojenských akcích všechny tři stávající papeže (třemi papeži té doby byli Jan XXIII. (vzdoropapež), Řehoř XII. a Benedikt XIII.) sesadil či donutil abdikovat. 
Následně bylo roku 1417 v rámci Kostnického koncilu uspořádáno konkláve, které 8. listopadu roku 1417 zvolilo novým papežem Otto Colonna. Ten který přijal jméno Martin V. a dosáhl uznání v celé katolické církvi, čímž toto papežské schizma mělo být definitivně ukončeno.  Trvalo však ještě několik let, během nichž Benedikt XIII. a jeho následníci Klement VII. a Klement VIII. byli, minimálně části katolického světa (Aragonií), uznáváni do roku 1429.

## Benedikt XVI. a František

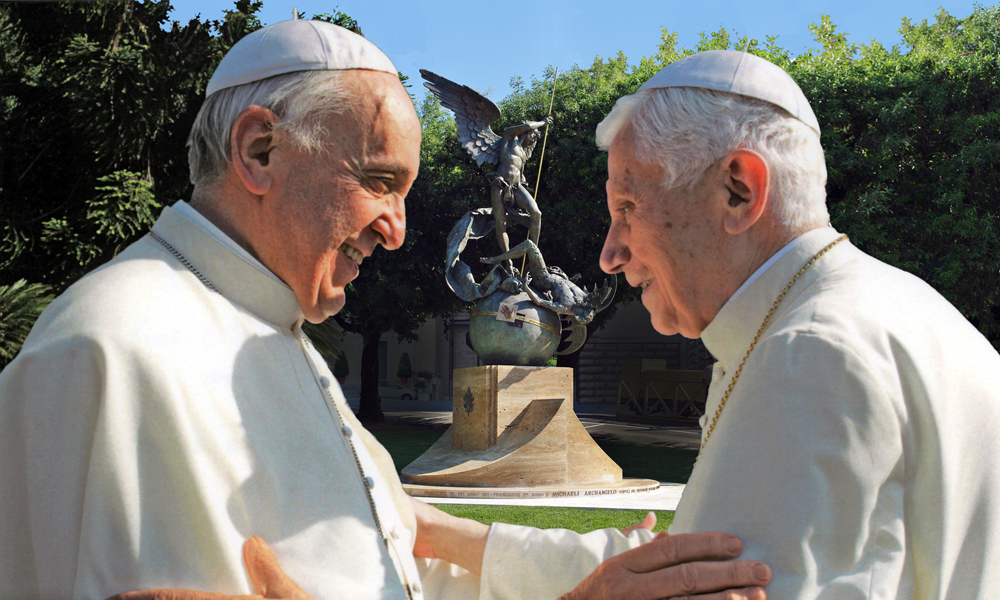
Papežové František a Benedikt XVI. 5. července 2013 ve Vatikánských zahradách

Konkláve z roku 2013 nesouvisí se schizmatem, i když po volbě nového papeže Františka nastala situace, kdy žili dva papežové: Emeritní papež Benedikt XVI. a papež František. Benedikt XVI. odstoupil ze zdravotních důvodů a prohlásil, že v pozici emeritního papeže se zcela podřídí papeži novému. V novověku je sice odstoupení papeže situace zcela výjimečná (v novější době je Benedikt XVI. jediným papežem, který dobrovolně odstoupil), ale zcela v souladu s Kodexem kanonického práva. Proto dobrovolné zřeknutí se úřadu papeže nemůže být považováno za schizma.  